# Анрі Паде
Анрі Ежен Паде (фр. Henri Eugène Padé, нар. 17 грудня 1863, Аббевіль — пом. 9 липня 1953, Екс-ан-Прованс) — французький математик, учень Шарля Ерміта. Відомий своїми роботами з апроксимації функцій: метод, запропонований Паде у його дисертації, носить його ім'я.